# Rudy Fernández (basketballer)
Rodolfo Fernández i Farrés (Palma de Mallorca, 4 april 1985), beter bekend als Rudy Fernández, is een Spaans basketbalspeler die speelt als shooting guard voor Real Madrid.

## Clubbasketbal
Rudy Fernández speelde van 2001 tot 2008 bij DKV Joventut in de Liga ACB. In 2008 werd hij gecontracteerd door NBA-club Portland Trail Blazers.

## Nationaal team
In augustus 2006 won Rudy Fernández met Spanje in Japan het wereldkampioenschap. Op de Olympische Zomerspelen 2008 in Beijing behaalde hij de zilveren medaille. Een jaar later won Rudy Fernández het Eurobasket 2009 in Polen.